# 同相双五角台塔
同相双五角台塔（どうそうそうごかくだいとう、Pentagonal orthobicupola）とは、30番目のジョンソンの立体で、二つの正五角台塔(J5)の底面同士を、三角形の面同士が隣り合うように貼りあわせた形である。

## 関連図形
| 正五角台塔 （半分に割る）           | 異相双五角台塔 （片側を36°回す）        | 同相双五角台塔柱 （間に角柱を追加）                           |
| 双五角台塔反柱 （間に反角柱を追加） | 同相双四角台塔 （台塔の角の数を減らす） | 同相五角台塔丸塔 （同相になるように片方の台塔を丸塔に変える） |